# Daddy's Home 2
Daddy's Home 2 (bra: Pai em Dose Dupla 2; prt: Pai Há Só Um... Ou Dois) é um filme de comédia de 2017, dirigido por Sean Anders e escrito por ele e John Morris. É a continuação de Daddy's Home (2015), estrelado novamente por Will Ferrell e Mark Wahlberg, e desta vez com John Lithgow e Mel Gibson interpretando os respectivos pais dos protagonistas.

## Elenco
- Will Ferrell como Brad Whitaker
- Mark Wahlberg como Dusty Mayron
- Mel Gibson como Kurt Mayron[8]
- John Lithgow como Don Whitaker[7]
- Linda Cardellini como Sara Whitaker
- John Cena como Roger
- Scarlett Estevez como Megan Mayron
- Owen Vaccaro como Dylan Mayron
- Alessandra Ambrosio como Karen Mayron
- Didi Costine como Adrianna
- Bill Burr como Jerry
- Chesley Sullenberger como ele mesmo
- Liam Neeson como ele mesmo